# Варшиці
Варшиці (пол. Warszyce) — село в Польщі, у гміні Зґеж Зґерського повіту Лодзинського воєводства.
Населення — 91 особа (2011).

## Демографія
Демографічна структура станом на 31 березня 2011 року:
|          | Загалом | Допрацездатний вік | Працездатний вік | Постпрацездатний вік |
| -------- | ------- | ------------------ | ---------------- | -------------------- |
| Чоловіки | 43      | 4                  | 33               | 6                    |
| Жінки    | 48      | 10                 | 27               | 11                   |
| Разом    | 91      | 14                 | 60               | 17                   |